# Saint-Privat-la-Montagne
Saint-Privat-la-Montagne – miejscowość i gmina we Francji, w regionie Grand Est, w departamencie Mozela.
Według danych na rok 1990 gminę zamieszkiwało 1 398 osób, a gęstość zaludnienia wynosiła 239 osób/km² (wśród 2335 gmin Lotaryngii Saint-Privat-la-Montagne plasuje się na 284. miejscu pod względem liczby ludności, natomiast pod względem powierzchni na miejscu 934.).